# Belcolore
«Belcolore» — картина английского художника-прерафаэлита Данте Габриэля Россетти, созданная в 1863 году. На данный момент картина находится в частном собрании.
Название работы совпадает с альтернативным названием картины 1866 года «Монна Ванна» и первой части триптиха «Три песни».
На картине изображена Монна Бельколоре, деревенская женщина с легендарной красотой, героиня произведения Джованни Боккаччо «Декамерон». Работа представляет собой изображение головы девушки, кусающей бутон розы, в круговой рамке. Её характерная утончённая удлинённая шея венчается лицом, наполненным мечтательной, двусмысленной тоской. Россетти оставляет для зрителя загадку и желание узнать больше о том, кого эта женщина соблазнительно завлекает при помощи розы. Произведение было создано для Джорджа Бойса. Средневековые красочные истории Боккаччо стали источником романтических сюжетов, не затронутых живописцами Возрождения, для многих художников-прерафаэлитов.
Эскиз картины, выполненный красной пастелью, был завершён около 16 июня 1863 года. Также в 1868 году была создана увеличенная в размере акварельная репродукция по заказу У. Тёрнера (переделанная в 1874—1875 годах). Вирджиния Сёртис предполагает, что акварель, известная под названием «Роза: Леди у окна» идентична репродукции, сделанной для Тёрнера.